# Juventus de Yopougon
L'Association Sportive Juventus de Yopougon, besser bekannt unter der Abkürzung Juventus de Yopougon, ist ein ivorischer Frauen-Fußballverein in Yopougon.

## Geschichte
Der 1978 gegründete Verein dominiert die ivorische Meisterschaft und hat bereits 15 mal den Meistertitel und etliche Pokalerfolge errungen. 2004 und 2006 konnte man das Finale des Tournoi Féminin International gegen die Princesses du Kadiogo aus Burkina Faso gewinnen. Zudem gewann die Mannschaft 2004 und 2005 die Coupe de la Fédération, das Gegenstück zum Super Cup. Der Vorsitzende der World Health Organization Francophone Africa, Dr. Adama Koné, ist seit 2004 Vereinspräsident.

### Stadion
Ihre Heimspiele trägt die Mannschaft im Stade de Anguédédou aus.

## Erfolge
- Ivorische Meisterschaft (15×):

1996, 1997, 1998, 1999, 2001, 2002, 2003, 2004, 2005, 2006, 2007, 2008, 2009, 2010 und 2012
- Ivorischer Pokalsieger (3×):

2005, 2006, 2007
- Coupe-de-la-Fédération-Sieger (2×): 2004 und 2005

## Bekannte ehemalige Spieler und Trainer

### Spielerin
- Binta Diakité

### Trainer
- François Kouassi